# 鎮西彎貝介
鎮西彎貝介（学名：Loxoconcha chinzeii）为彎貝介科彎貝介屬下的一个种。